# Aquilana Versicherungen
Aquilana Versicherungen, gegründet 1892, sind ein Versicherungsunternehmen in der Rechtsform eines Vereins mit Sitz in Baden im Kanton Aargau. Ihr Tätigkeitsgebiet mit gesamthaft rund 40‘000 Versicherten umfasst die ganze Schweiz, 7 EU-Länder sowie Grossbritannien. Als vom Bund anerkannter Krankenversicherer  bietet Aquilana die obligatorische Krankenpflegeversicherung nach Krankenversicherungsgesetz, die freiwillige Taggeldversicherung sowie Zusatzversicherungen nach Versicherungsvertragsgesetz  an. Für den Fall erheblicher Kostenrisiken ist Aquilana beim RVK (Verband der kleineren und mittleren Krankenversicherer) rückversichert.

## Geschichte
Die Aquilana Versicherungen wurden am 7. Mai 1892 als Betriebskrankenkasse der Brown, Boveri & Cie. gegründet und integrierte im Laufe der Zeit die Betriebskrankenkassen der MFO (1978), der Maag Zahnräder AG (1991), und der Bucher Guyer AG (1992).
Bis Ende 1995 wurden im Rahmen des Firmenobligatoriums nur Mitarbeitende der ABB sowie deren Familienangehörige versichert. Mit der Einführung des Krankenversicherungsgesetzes KVG wurde der Krankenversicherungsmarkt 1996 liberalisiert. In Richtung Eigenständigkeit hat sich die Krankenkasse Asea Brown Boveri ab 1997 von ABB vollkommen losgelöst und firmierte unter dem neuen Namen «Krankenkasse Aquilana» (lat. aquila „Adler“). Der Firmenname wurde am 1. Januar 2006 auf den heute gültigen Namen «Aquilana Versicherungen» geändert.